# Bristol 408
|                      |                          |
| Bristol 408          |                          |
| Fabricante           | Bristol Cars             |
| Producción           | 1963 - 1966              |
| Tipo                 | Sedán                    |
| Carrocería           |                          |
| Unidades producidas  | 83                       |
| Predecesor           | Bristol 407              |
| Sucesor              | Bristol 409              |
| Motor                | V8de 5130cc / 5211cc     |
| Velocidad máxima     | 196,3 km/h               |
| Transmisión          | Automática-3 velocidades |
| Longitud             | 4915 mm                  |
| Anchura              | 1727 mm                  |
| Altura               | 1498 mm                  |
| Distancia entre ejes | 2896 mm                  |
| Peso                 | 1600 kg                  |

El Bristol 408 es un modelo de automóvil de lujo, fabricado por la empresa británica Bristol Cars entre 1963 y 1966.
Excepcionalmente para Bristol, una versión ligeramente revisada se introdujo durante la mitad de la producción del modelo, en 1965 y se conoció como 408 Mark II.
Presentado como una progresión lógica de su predecesor Bristol 407, el nuevo 408 presentaba algunas diferencias estéticas, como un esquema más cuadrado en su parte delantera, un capó y techo más plano, un panel diferente y una rediseñada rejilla del radiador rectangular.
El cambio mecánico más notable, fue la adopción de amortiguadores Armstrong telescópicos en la parte trasera, aunque continuaba con el mismo motor Chrysler V8 y transmisión automática.

## 408 Mark II
Debido a problemas de seguridad, el diseño del pulsador de la transmisión automática fue modificado mediante la utilización de una palanca de seguridad para impedir que por falta de práctica se pudiese mover el coche sin querer. También se modificó la caja de cambios con una aleación 30 kg más ligera que la anterior.
El motor del 407 y 408 original tenía una capacidad de 313 pulgadas cúbicas (5,1 L), pero para los 408 Mark II, éste se incrementó a 318 pulgadas cúbicas (5,2 L) (5.211 c.c.). Alcanzaba una velocidad de 122 k/h
Se produjeron 83 unidades entre las 2 versiones.